# 麥克貝恩 (密歇根州)
麥克貝恩（英語：McBain）是一個位於美國密歇根州米索基縣的城市。

## 人口
根據2020年美國人口普查的數據，麥克貝恩的面積為3.26平方千米，當中陸地面積為3.26平方千米，而水域面積為0.00平方千米。當地共有人口637人，而人口密度為每平方千米195人。